# Gaoligonga
Gaoligonga là một chi nhện trong họ Mysmenidae.